# Pageantry For Martyrs
Pageantry for Martyrs – drugi album w dorobku grupy Hour of Penance, wydany 1 czerwca 2005 roku nakładem Xtreem Music.

## Lista utworów[2]
1. Towards Our Storm – 04:55
2. Shreds of Martyr –  03:06
3. End of Relief –  04:27
4. Celebrating Collective Terror –  03:06
5. Far Beyond Humiliation –  03:08
6. Life in a Pain Amplifier –  02:45
7. Exiled Innocence –  04:01
8. Naked Knife Absolution –  02:55
9. Deranged Parasite –  03:21
10. Egomanisch –  11:59

## Wykonawcy[potrzebnyprzypis]
- Alex Manco – śpiew, gitara basowa
- Enrico Schettino – gitara
- Giulio Moschini - gitara basowa
- Mauro Mercurio - perkusja